# Ситников, Михаил Николаевич
Михаил Николаевич Ситников (род. 19 сентября 1957, Загорск, Московская область) — российский общественный деятель, публицист, журналист и правозащитник. Член Союза журналистов России.

## Биография
Согласно биографической справке представленной в журнале «Диа-логос» «Родился в Загорске (ныне Сергиев Посад) в семье православного священника. Окончил юридический факультет МГУ, работал в учреждениях Внешторга, органах юстиции, Издательском отделе Московской Патриархии». Бывший политический обозреватель французской еженедельной газеты «Русская мысль».
Корреспондент интернет-издания «Портал-Credo.ru». Учредитель АНО консультационных и экспертных услуг "Центр религиоведческих исследований «Религиополис» (директор Е. С. Элбакян). Главный редактор интернет-издания Religiopolis.org — информационного ресурса этого центра, созданного при активном участии редакции Портала-Credo.ru.
Член Совета директоров российского отделения Международной ассоциации религиозной свободы и член рабочей группы по свободе совести Комитета действия Всероссийского гражданского конгресса.. Эксперт Института свободы совести.
На личной странице РусГлобус отмечает, что по своим взглядам является убеждённым противником государственного устройства тоталитарного типа и сторонником «культурной интеграции России в христианскую цивилизацию на основе политической и религиозной толерантности», а также «считает губительным для России любое ориентирование на идеологию державничества — от коммунистической до православной». Также по собственным словам является активным участником правозащитных акций.

## Журналистская и общественная деятельность
В статье под названием «Об этом обязаны знать верующие христиане», затронул проблему отношения к христианам с нетрадиционной сексуальной ориентацией в современной России: «Наверное, только ожесточение ума и сердца, ставшее сегодня общепринятой нормой, не позволяет нам увидеть до смешного очевидные вещи. Потому что, речь идет о людях — молодых, законопослушных, учащихся или уже овладевших профессией, как правило, усердно трудящихся на благо общества, которые наряду с цветом глаз и волос, врожденными способностями и национальностью получили от рождения не общепринятую психофизиологическую склонность. Причём, склонность, проявление которой возможно лишь в интимной, личной жизни, неприкосновенность которой, в свою очередь, охраняется законом. Но как должен называться тогда остракизм, которому подвергаются эти люди за свою генетическую особенность?».
На состоявшейся 27 февраля 2006 года встрече членов Союза правых сил (СПС), представителей общественных организаций и журналистов, Михаил Ситников отметил, что проблема клерикализации власти назревала давно и не является неожиданной. Несмотря на то, что признаки союза определённых религиозных структур с государственными ведомствами наблюдаются уже долгое время, мало кто думает о возможных последствиях такого рода альянса. С точки зрения свободы совести, без реального осуществления принципов которой не может существовать демократическое общество, клерикализацию можно считать абсолютным её антиподом. По мнению Ситникова, в восприятии большинства россиян между религией и религиозными организациями проводится полное тождество, в то время, как это далеко не так. Самая крупная российская религиозная организация — Русская православная церковь Московского патриархата, заявляет об исключительном праве представлять в стране православное христианство и опирается на нравственную религиозную доктрину. Однако, при этом она остаётся вполне земной организацией, обладает всеми присущими такой организации свойствами, одним из которых является стремление к увеличению собственного влияния и приумножению материальной базы. Поэтому, отметил Ситников, говоря о клерикализации власти, следует иметь в виду, что «речь идёт об альянсе вполне земных интересов и союзе вполне земных структур».
В марте 2007 года Михаил Ситников принял участие в презентации специализированного информационно-аналитического доклада «Свобода убеждений, совести и религии в современной России», которая состоялась состоялась в московском Независимом пресс-центре. Доклад был подготовлен М. Ситниковым вместе с сопредседателями Совета Института свободы совести Сергеем Бурьяновым и Сергеем Мозговым, правозащитником Андреем Бабушкиным (комитет «За гражданские права») и руководителем научно-методического центра «Гуманист» Всеволодом Луховицким в рамках программы «Противодействие религиозной ксенофобии, нетерпимости и дискриминации в российских регионах», осуществляемой Московской Хельсинкской группой. М. Ситников заострил внимание на том, что нельзя сосредоточиваться на соблюдении прав отдельно взятой узкой группы людей, так как это делает всё общество бесправным. По его мнению, проблема состоит в том, что само понятие свободы совести воспринимается неполным. Никто не знает, что такое свобода совести и не придаёт этому значения. Ситников заметил: «Это ведь не только право, но ещё и состояние человека, уровень культуры, грамотности, образования. Если у человека нет ощущения свободы совести, то у него нет и собственного достоинства. А если есть достоинство, то и общество будет правовым. Правовым будет тогда и государство». Доклад был выпущен отдельной книгой в виде монографии, посвящённой исследованию состояния свободы убеждений, совести и религии в современной России, где «рассматриваются конституционные гарантии свободы совести и судебная практика, современное законодательство и тенденции государственно-религиозных отношений в науке и образовании, политике и законотворчестве, которые оказывают непосредственное влияние на реализацию прав и свобод человека в этой сфере».
В 2006 году, в форуме Всероссийского гражданского конгресса Михаил Ситников заявил: «..Убийства тех журналистов, благодаря которым, хотя и в заметно усечённом виде, но пока ещё существует гласность, это очень характерный симптом. Потому что, если говорить о тех, кто мог быть заинтересован в их устранении, следует иметь в виду прежде всего власть. Если же обратить внимание на моменты, когда заказчики решаются на подобное, то это почти всегда канун очередной властной провокации, ведущей к очередной же катастрофе. Сомнений в том, что Анна не могла пройти мимо происходящего сегодня между Россией и Грузией нет. Как нет сомнений, что будучи информированным и опытным журналистом, она имела что сказать и по этому поводу..».
На состоявшейся 2 июля 2009 года в зале заседаний Учёного совета Российского государственного гуманитарного университета (РГГУ) научно-практической конференции «Актуальные проблемы реализации принципов свободы совести в современной России», Михаил Ситников сделал доклад на тему «отражение свободы совести в средствах массовой информации».

## Критика
Михаил Ситников подвергается критике со стороны российских общественных правозащитных и православных организаций, а также представителями антисектантского движения, которые называют его позицию «сектозащитной».
Протоиерей Всеволод Чаплин:

… Михаил Ситников, … повторяет небылицы о том, что якобы Церковь торговала водкой или благословляла её выпуск..
Священник Лев Семёнов:

Этот журналист однажды уже был наказан судом за клевету на того же профессора Дворкина, но, видимо, среди его симптомов ещё и стойкая амнезия.
Доктор юридических наук Игорь Понкин ставит Ситникова в ряд «лживых безнравственных журналистов» вместе с другими авторами «Портала-Credo.Ru» — Михаилом Тульским, Александром Солдатовым, Владимиром Ойвиным и Сергеем Бычковым
Общественный комитет по правам человека считает, что статьи Ситникова на Credo.ru являются апологетикой педерастии и стенаниями по поводу мнимой гомофобии.
Юрист и журналист Ксения Кириллова:

Конечно, чтобы оскорблять столь ненавидимую автором РПЦ МП, чему Ситников посвящает добрую половину своего произведения, вообще необязательно присутствовать где бы то ни было. Типичные для подобных статей обвинения «клерикалов» в тоталитаризме и политических амбициях из уст сына почтенного московского протоиерея звучат несколько дико. При этом они невольно напоминают пример отрекшегося от собственного отца Павлика Морозова из столь нелюбимого Ситниковым советского прошлого.
Кандидат философских наук И. В. Симонов указывал на то, что хотя проект Ситникова «Религиополис», был заявлен как «центр религиоведческих исследований», «большая часть материалов сайта и по содержанию, и по стилю носит ярко выраженный публицистический характер».

## Публикации
- На пути к единству: междунар. конф. «Межконфессиональный мир и консолидация общества» // Государство, религия, церковь в России и за рубежом. — М.: РАНХиГС, 1997. — № 2. — С. 120—124. — ISSN 2073-7203.
- Идея свободы совести и уровень представлений о ней как признак степени духовной зрелости человека и общества // Глобализация, права человека и право. Сборник материалов Международной научно-практической конференции 27 апреля 2006 г / Под. ред. В. А. Северухина. — М.: МГПУ, 2007. — С. 209—210. — 278 с.
- Религия и свобода совести: гармония и конфликт // Пространство и время в мировой политике и международных отношениях. Том 10. Коммуникационный менеджмент как новый фактор мировой политики и международных отношений / под ред. А. Ю. Мельвиля, Е. Н. Пашенцева. — М.: МГИМО-Университет, 2007. — С. 124—133. — 136 с. — ISBN 978-5-9228-0252-9. — ISBN 978-5-9228-0296-3.
- Российские СМИ и свобода совести: проблемы совместимости // Свобода убеждений, совести и религии в современной России: специализир. информ.-аналит. докл.: [монография] / сост. и общ. ред. С. А. Бурьянов, Н. В. Костенко. — М.: Московская Хельсинкская группа, 2007. — С. 212—227. — 272 с. — ISBN 5-98440-035-9.
- Православная религиозность в России: эволюция или мутация? // Релігійна свобода: Релігія в постмодерному суспільстві: соціально-політичні, правові та конфесійні аспекти: Науковий щорічник. — № 13 / За загальною редакцією А. Колодного, О. Сагана, Л. Филипович, М. Бабія. — Київ, 2008. — 332 с.
- Преодоление нетерпимости — путь к свободе // Актуальные проблемы реализации принципов свободы совести в современной России. — Заокский: Источник жизни, 2009. — С. 210—217. — 256 с.
- Белое пятно на карте «географии духа». Христиане-покутники близ источника Божьей Матери // Історія релігій в Україні: Наук. щорічник – Кн. 1 / ред. совет: Я. Дашкевич, М. Капраль, В. Наулко и др. — Львів: Логос, 2009. — С. 593—596. (в соавторстве с Элбакян Е. С.)
- Замкнутый круг // Релігійна свобода: на перехресті епох, країн і культур. Науковий щорічник № 19 / За заг. ред. А. Колодного. — Киев: Iнтерсервіс, 2015—2016. — С. 34—36. — 216 с. — ISBN 978-617-696-504-6.
- Особенности религиоведческой практики в условиях кризиса науки и образования в современной России // Академическое исследование и концептуализация религии в XXI веке: традиции и новые вызовы: сб. материалов Третьего конгр. рос. исследователей религии (7 ‒ 9.10.2016, Владимир, ВлГУ). В 6 т. Т. 4 / Отв. ред. Е. И. Аринин. Владим. гос. ун-т им. А. Г. и Н. Г. Столетовых. — Владимир: Аркаим, 2016. — С. 76—81. — 327 с.
- «Семья» и «сожительство» // Семья: феноменология повседневности: коллектив. моногр / Отв. ред. Г. С. Широкалова, Е. С. Элбакян. — Н. Новгород: НГСХА, 2016. — С. 45—52. — 444 с. — ISBN 978-5-903180-98-1.
- Религиозный фактор как инструмент социального манипулирования в России // Труды IV Конгресса российских исследователей религии «Религия как фактор взаимодействия цивилизаций»: сборник докладов / Под ред. А. П. Забияко, М. М. Шахнович, Е. А. Аринина, П. К. Дашковского, В. В. Шмидта, Е. С. Элбакян. — Благовещенск: Амурский государственный университет, 2018. — С. 266—273. — 582 с.

Публицистика
- Формула Достоевского // Русская мысль. — 1997. Архивировано 8 сентября 2005 года.
- «Крестовый поход» в Останкино // Русская мысль. — 1998.
- Провокации продолжаются. Приход храма всех святых на Кулишках не оставляют в покое // Русская мысль. — 1998. — Вып. 4235.
- Подводная часть айсберга «советов» // Русская мысль. — 1998. — Вып. 4252.
- Союз граждан православной национальности // Русская мысль. — 1998.
- «...гроб это такая радость...» Новые мифы о «святом черте» // Русская мысль. — 1999. — Вып. 4266.
- Из истории «коммунистического богословия» // Русская мысль. — 1999. — Вып. 4288.
- Старые кошмары новой думы // Русская мысль. — 2000. — Вып. 4319.
- Краснодарский беспредел // Русская мысль. — 2000. — Вып. 4336.
- Владимир Толстой: Лев Толстой до конца жизни оставался глубоко верующим // Русская мысль. — 2001. — Вып. 4359. Архивировано 23 октября 2010 года.
- Вирус ненависти // Индекс/Досье на цензуру. — 2000. — Вып. 11.
- Вылечиться врачу // Индекс/Досье на цензуру. — 2000. — Вып. 12.
- Парадокс гласности // Индекс/Досье на цензуру. — 2001. — Вып. 13.
- Священник. Секретный агент // Индекс/Досье на цензуру. — 2001. — Вып. 14.
- Про Ивана-дурака и Василия Блаженного // Индекс/Досье на цензуру. — 2001. — Вып. 16.
- Молитвами святаго владыки нашего… // Скепсис. — 2008.
- К окончанию Международной конференции «На пути к синтетическому единству европейской культуры: Философско-богословское наследие П. А. Флоренского т современность» // Библиотека Якова Кротова. — 2005.
- Идеологическая гидра XXI века // Ежедневный журнал. — 8 февраля 2007.
- Грибы «по-монастырски» // Независимая газета : газета. — 23 декабря 2009.
- Сотрудничество или соперничество? // Независимая газета : газета. — 3 февраля 2010.
- Без права передачи // Независимая газета : газета. — 3 февраля 2010.
- Поспешный вывод // Независимая газета : газета. — 7 апреля 2010.
- Ценности остаются в музеях // Независимая газета : газета. — 2 июня 2010.
- «Момент истины» для музеев и Московского Патриархата // Независимая газета : газета. — 16 июня 2010.
- Не тот Тон // Независимая газета : газета. — 4 августа 2010.
- С верой в науку // Независимая газета : газета. — 18 августа 2010.
- Решая рукотворные проблемы // Независимая газета : газета. — 1 сентября 2010.
- Бог дал — Бог взял? // Независимая газета : газета. — 6 октября 2010.
- Правовой монолог // Независимая газета : газета. — 17 ноября 2010.
- Разрушение храма нации // Независимая газета : газета. — 16 марта 2011.
- Москва отказывается от груза прошлого // Независимая газета : газета. — 1 июня 2011.
- Национальный символ нельзя превращать в приходской храм // Независимая газета : газета. — 20 июля 2011.
- Архитектура тонет в фарисействе // Независимая газета : газета. — 17 августа 2011.